# Giải bóng đá vô địch quốc gia 2015 (kết quả chi tiết)
Đây là lịch thi đấu và kết quả chi tiết của Giải bóng đá vô địch quốc gia 2015, có tên chính thức là Giải bóng đá vô địch quốc gia - Toyota V.League 2015, với 14 câu lạc bộ tham dự:
Tính đến ngày 1 tháng 5 năm 2015

#### Vòng 1
| 4 tháng 1 năm 2015 | Becamex Bình Dương | 6–1 | Đồng Tháp                                                         | Sân vận động Gò Đậu                                           |  |
| 17:00              | Cheikh Abass Dieng 10' · Trịnh Quang Vinh 21' · Olova Moses 29' · Nguyễn Trọng Hoàng 39', 49' · Nguyễn Tăng Tuấn 63', 86' |     | Nguyễn Duy Khánh 17' · Hoàng Công Thuận 35' · Samson Kpenosen 90' | Lượng khán giả: 10.000 Trọng tài: Nguyễn Trọng Thư (Việt Nam) |  |

| 4 tháng 1 năm 2015 | XSKT Cần Thơ                               | 0–0 | QNK Quảng Nam                             | Sân vận động Cần Thơ                                       |  |
| 16:00              | Trương Công Thao 31' · Nguyễn Văn Quân 57' |     | Phan Thanh Hưng 18' · Nguyễn Huy Hùng 24' | Lượng khán giả: 4.000 Trọng tài: Hoàng Anh Tuấn (Việt Nam) |  |

| 4 tháng 1 năm 2015 | Đồng Nai                                                             | 0–2 | Than Quảng Ninh                                   | Sân vận động Đồng Nai                                   |  |
| 17:00              | Lương Minh Trung 5' · Trương Huỳnh Phú 45' · Peter O. Omoduemuke 67' |     | Đinh Hoàng Max 3' · Jhonatan Bernardo Mariano 33' | Lượng khán giả: 6.000 Trọng tài: Võ Minh Trí (Việt Nam) |  |

| 4 tháng 1 năm 2015 | Hà Nội T&T          | 1–1 | Đồng Tâm Long An       | Sân vận động Hàng Đẫy                                             |  |
| 17:00              | Đỗ Duy Mạnh 73' 76' |     | Souleymane Diabate 45' | Lượng khán giả: 1.500 Trọng tài: Hoàng Phạm Công Khanh (Việt Nam) |  |

| 4 tháng 1 năm 2015 | Sông Lam Nghệ An                                        | 0–3 | Hải Phòng                                                                                                 | Sân vận động Vinh                                          |  |
| 16:30              | Bosman Koen 20' · Võ Ngọc Toàn 89' · Quế Ngọc Hải 90+2' |     | Errol Stevens 16' · Nguyễn Anh Tuấn 25' · Vũ Thanh Tùng 42' · Andre Diego Fagan 62' · Phùng Văn Nhiên 90' | Lượng khán giả: 11.000 Trọng tài: Nguyễn Đức Vũ (Việt Nam) |  |

| 4 tháng 1 năm 2015 | Hoàng Anh Gia Lai                                                         | 4–2 | Sanna Khánh Hòa                                                              | Sân vận động Pleiku                                                |  |
| 17:00              | Nguyễn Tuấn Anh 26' · Nguyễn Công Phượng 40', 66' · Lương Xuân Trường 59' |     | Nguyễn Hoàng Quốc Chí 48' · Trần Đình Kha 73' · Tales Ricarte Dos Santos 83' | Lượng khán giả: 13.000 Trọng tài: Nguyễn Trung Kiên (B) (Việt Nam) |  |

| 4 tháng 1 năm 2015 | FLC Thanh Hóa                                                   | 2–1 | SHB Đà Nẵng                                                                 | Sân vận động Thanh Hóa                                      |  |
| 16:00              | Hoàng Đình Tùng 17' 67' · Cao Sỹ Cường 79' · Nguyễn Quý Sửu 90' |     | Phạm Nguyên Sa 21' · Phùng Quang Trung 45' · Gomez Candelaro Melquiades 51' | Lượng khán giả: 8.000 Trọng tài: Phùng Đình Dũng (Việt Nam) |  |

#### Vòng 2
| 10 tháng 1 năm 2015 | Đồng Tháp                                                         | 1–1 | XSKT Cần Thơ                                              | Sân vận động Cao Lãnh                           |  |
| 16:00               | Samson Kpenosen 75' · Samson Kpenosen 41' · Nguyễn Thanh Hiền 87' |     | Lê Văn Thắng 69' · Nguyễn Văn Mạnh 57' · Lê Văn Thắng 69' | Lượng khán giả: 10 000 Trọng tài: Võ Quang Vinh |  |

| 10 tháng 1 năm 2015 | Than Quảng Ninh                        | 0–1 | Hà Nội T&T                                                                              | Sân vận động Cửa Ông                            |  |
| 16:00               | Lê Bật Hiếu 20' · Nguyễn Minh Tùng 72' |     | Hoàng Vũ Sam Son 82' · Nguyễn Văn Biển 18' · Phạm Thành Lương 28' · Nguyễn Ngọc Duy 36' | Lượng khán giả: 12 000 Trọng tài: Nguyễn Đức Vũ |  |

| 10 tháng 1 năm 2015 | QNK Quảng Nam                                              | 2–4 | Becamex Bình Dương                                                                                                   | Sân vận động Tam Kỳ                                |  |
| 16:30               | Đinh Thành Trung 60' · Tambwe Patyo 75' · Tambwe Patyo 81' |     | Nguyễn Tăng Tuấn 3', 51' · Cheikh Abass Dieng 31' · Trịnh Quang Vinh 34' · Nguyễn Tăng Tuấn 27' · Bùi Tấn Trường 37' | Lượng khán giả: 8 000 Trọng tài: Nguyễn Hiền Triết |  |

| 11 tháng 1 năm 2015 | SHB Đà Nẵng                        | 1–2 | Sông Lam Nghệ An                                                                                                 | Sân vận động Chi Lăng                         |  |
| 16:30               | Pejic Anto 2' · Phạm Nguyên Sa 63' |     | Abubakar Mahadi 5', 11' · Abubakar Mahadi 15' · Hoàng Văn Khánh 58' · Nguyễn Đình Bảo 74' · Trần Nguyên Mạnh 80' | Lượng khán giả: 10 000 Trọng tài: Võ Minh Trí |  |

| 11 tháng 1 năm 2015 | Đồng Tâm Long An                                                                   | 2–1 | Hoàng Anh Gia Lai                                    | Sân vận động Long An                               |  |
| 17:00               | Nguyễn Chí Công 22' · Nguyễn Thanh Hải 79' · Võ Nhật Tân 16' · Phan Văn Tài Em 26' |     | D Lukanovic 84' · Bùi Văn Long 57' · D Lukanovic 65' | Lượng khán giả: 15 000 Trọng tài: Nguyễn Ngọc Châu |  |

| 11 tháng 1 năm 2015 | Hải Phòng                                                              | 2–0 | FLC Thanh Hóa                        | Sân vận động Lạch Tray                        |  |
| 17:00               | Errol Anthony Stevens 15' · Andre Diego Fagan 72' · Nguyễn Văn Nam 36' |     | Lục Xuân Hưng 29' · Trần Tấn Đạt 39' | Lượng khán giả: 7 000 Trọng tài: Trần Văn Lập |  |

| 11 tháng 1 năm 2015 | Sanna Khánh Hòa | 2–1 | Đồng Nai | Sân vận động Nha Trang                            |  |
| 17:00               | Trần Đình Kha 45+1' · Trần Minh Lợi 88' · Phan Đỗ Nhật Tân 56' · Trần Đình Kha 62' · Phạm Xuân Bình 69' · Cao Văn Triền 90+2' |     | Nguyễn Ngọc Anh 75' · Nguyễn Hải Anh 8' · Nguyễn Hồng Việt 76' · Nguyễn Ngọc Anh 76' · Dương Văn Pho 6' 7' 7' | Lượng khán giả: 6 000 Trọng tài: Nguyễn Quốc Hùng |  |

#### Vòng 3
| 17 tháng 1 năm 2015 | Đồng Tháp                                                                                  | 4–1 | Đồng Nai | Sân vận động Cao Lãnh                         |  |
| 16:00               | Samson Kapenosen 25' · Felix 48', 58' · Felix 64' · Samson Kapenosen 67' · Hải Anh ( 90+2' |     | Nsi Amougou C.Jose 55' · Nguyễn Thành Trung 79' (Og) · Hồng Việt 27' · Ngọc Quốc 39' · Hữu Thắng 43' · Huỳnh Phú 47' · Huỳnh Kesly 82' | Lượng khán giả: 10 000 Trọng tài: Ngô Duy Lân |  |

| 17 tháng 1 năm 2015 | XSKT Cần Thơ                                                                                 | 2–3 | Than Quảng Ninh | Sân vận động Cần Thơ                              |  |
| 16:00               | Valentic Adrian 45' · Lê Văn Thắng 59' · Valentic Adrian 40' · Luiz Henrique De Oliveira 41' |     | Nguyễn Quang Hải 18', 50' · Đinh Hoàng Max 65' · Kizito Geofrey 39' · Đinh Hoàng Max 45' · Nguyễn Xuân Hùng 63' · Nguyễn Xuân Ngọc 87' | Lượng khán giả: 4 000 Trọng tài: Nguyễn Trọng Thư |  |

| 17 tháng 1 năm 2015 | Đồng Tâm Long An                              | 1–1 | Sông Lam Nghệ An                                                                 | Sân vận động Long An                             |  |
| 16:30               | Souleymane Diabate 37' · R.D. Santos Lima 85' |     | Hồ Phúc Tịnh 86' · Võ Ngọc Toàn 15' · Phạm Mạnh Hùng 16' · Nguyễn Quang Tình 33' | Lượng khán giả: 6 500 Trọng tài: Trần Đình Thịnh |  |

| 17 tháng 1 năm 2015 | Hà Nội T&T                                                                                 | 4–4 | Quảng Nam                                                                 | Sân vận động Hàng Đẫy                           |  |
| 17:00               | Hoàng Vũ Olaleye Samson 20', 26', 70' · Gonzalo 62' · Hector. H 66' · Nguyễn Quốc Long 83' |     | Kisekka Henry 55' · Tambwe Patiyo 80', 83' · Vũ Anh Tuấn 87' · Patiyo 90' | Lượng khán giả: 3 000 Trọng tài: Ngô Mạnh Cường |  |

| 17 tháng 1 năm 2015 | Becamex Bình Dương                                                     | 3–2 | SHB Đà Nẵng                                           | Sân vận động Gò Đậu                                    |  |
| 17:00               | Cheikh Abass Dieng 8', 28' · Nguyễn Trọng Hoàng 23' · Trần Hải Lâm 68' |     | Gomez Candelario Melquiades 80' · Hồ Ngọc Thắng 90+2' | Lượng khán giả: 7 000 Trọng tài: Hoàng Phạm Công Khanh |  |

| 17 tháng 1 năm 2015 | Sanna Khánh Hòa                                             | 0–0 | Hải Phòng                                                        | Sân vận động Nha Trang                         |  |
| 17:00               | Trần Trọng Bình 79' · Trần Đình Kha 84' · Cao Văn Triền 89' |     | Đặng Khánh Lâm 55' · Võ Thanh Tùng 69' · Andre Diago Fagan 90+1' | Lượng khán giả: 4 500 Trọng tài: Hoàng Ngọc Hà |  |

| 17 tháng 1 năm 2015 | Hoàng Anh Gia Lai                                         | 1–2 | FLC Thanh Hóa | Sân vận động Pleiku                               |  |
| 17:00               | Lê Hoàng Thiên 33' · Lê Văn Sơn 25' · Nguyễn Văn Toàn 66' |     | Huỳnh Văn Thanh 55' · Hoành Đình Tùng 67' · Cao Sỹ Cường 16' · Trần Tấn Đạt 19' · Huỳnh Văn Thanh 20' · Đào Văn Phong 22' | Lượng khán giả: 12 000 Trọng tài: Phùng Đình Dũng |  |

#### Vòng 4
| 21 tháng 1 năm 2015 | FLC Thanh Hóa                                                                             | 1–1 | Sanna Khánh Hoà BVN                                                                                         | Sân vận động Thanh Hóa                        |  |
| 16:00               | Danny Van Bakel 85' · Cao Sỹ Cường 53' · Nguyễn Công Thành 55' · Patrick R.D Da Silva 66' |     | Iheroume Uche 70' · Trần Văn Vũ 11' · Nguyễn Đình Nhơn 39' · Nguyễn Mạnh Tuấn 90+2' · Trần Trọng Bình 90+3' | Lượng khán giả: 7 000 Trọng tài: Hà Anh Chiến |  |

| 21 tháng 1 năm 2015 | Than Quảng Ninh                                                                                          | 3–1 | Đồng Tháp                                                                                         | Sân vận động Cẩm Phả                           |  |
| 16:00               | Đinh Hoàng Max 42' · Nguyễn Quang Hải 62' · Nguyễn Hải Huy 71' · Nguyễn Hải Huy 56' · Nghiêm Xuân Tú 88' |     | Felix Gbenga Ajala 7' · Nguyễn Văn Mộc 18' · Hồ Phước Thanh 32' · Lê Hải Anh 72' · Lê Đức Lộc 89' | Lượng khán giả: 8 000 Trọng tài: Võ Quang Vinh |  |

| 21 tháng 1 năm 2015 | Sông Lam Nghệ An                       | 0–1 | Becamex Bình Dương                                                | Sân vận động Vinh                             |  |
| 16:30               | Quế Ngọc Hải 31' · Hoàng Văn Khánh 71' |     | Cheikh Abass Dieng 90' · Cheikh Abass Dieng 53' · Oloya Moses 80' | Lượng khán giả: 7 000 Trọng tài: Trần Văn Lập |  |

| 21 tháng 1 năm 2015 | SHB Đà Nẵng                                | 1–1 | Hà Nội T&T                                                                 | Sân vận động Chi Lăng                              |  |
| 16:30               | Ngô Quang Huy 14' · Châu Lê Phước Vĩnh 89' |     | Nguyễn Văn Quyết 64' · Nguyễn Quốc Long 36' · Gonzalo Damian Marronkle 82' | Lượng khán giả: 7 000 Trọng tài: Nguyễn Phương Nam |  |

| 21 tháng 1 năm 2015 | QNK Quảng Nam                                                                      | 2–2 | Đồng Tâm Long An                                              | Sân vận động Tam Kỳ                               |  |
| 16:30               | Tambwe Patiyo 80' · Phan Thanh Hưng 90+2' · Nguyễn Huy Hùng 50' · Trịnh Văn Hà 54' |     | Nguyễn Tài Lộc 82' · Souleymane Diabate 89' · Võ Nhật Tân 40' | Lượng khán giả: 4 000 Trọng tài: Trần Xuân Nguyện |  |

| 21 tháng 1 năm 2015 | Đồng Nai                                                        | 1–0 | XSKT Cần Thơ                            | Sân vận động Đồng Nai                        |  |
| 17:00               | Ngô Đức Thắng 73' · Peter O. Omoduemuke 66' · Lê Hữu Phát 90+1' |     | Nguyễn Sỹ Nam 23' · Valentic Adrian 33' | Lượng khán giả: 3 000 Trọng tài: Võ Minh Trí |  |

| 21 tháng 1 năm 2015 | Hải Phòng                                                                                        | 1–0 | Hoàng Anh Gia Lai                                            | Sân vận động Lạch Tray                           |  |
| 17:00               | Errol Anthony Stevens 57' · Phùng Văn Nhiên 30' · Vũ Ngọc Thịnh 77' · Đặng Khánh Lâm 35' 82' 82' |     | Lê Đức Lương 60' · Nguyễn Công Phượng 74' · Bùi Văn Long 80' | Lượng khán giả: 20 000 Trọng tài: Hoàng Anh Tuấn |  |

#### Vòng 5
| 25 tháng 1 năm 2015 | FLC Thanh Hóa                                                                                           | 2–1 | Hà Nội T&T                                               | Sân vận động Thanh Hóa                             |  |
| 16:00               | Lê Quốc Phương 73' · Lê Văn Tân 86' · Cao Sỹ Cường 38' · Lê Quốc Phương 73' · Hoàng Đình Tùng 78' 90+2' |     | Nguyễn Ngọc Duy 57' · Gonzalo 24' · Nguyễn Quốc Long 52' | Lượng khán giả: 10,000 Trọng tài: Nguyễn Trọng Thư |  |

| 25 tháng 1 năm 2015 | QNK Quảng Nam | 3–1 | Đồng Nai                                            | Sân vận động Tam Kỳ                                |  |
| 16:30               | Hồ Văn Thuận (36) 22' 40' · Tambwe Patiyo (10) 90+1' · Hoàng Vissai (5) 14' · Phan Thanh Hưng (23) 42' · Phạm Văn Cường (25) 72' |     | Nsi Amougou C. Jose (21) 73' · Hồ Ngọc Luận (5) 30' | Lượng khán giả: 4,500 Trọng tài: Nguyễn Hiền Triết |  |

| 25 tháng 1 năm 2015 | Đồng Tâm Long An                                                                             | 3–0 | Đồng Tháp                                                                         | Sân vận động Long An                              |  |
| 16:30               | Trần Hoài Nam (22) 89' 90+2' · Souleymane (8) 90+6' · Chí Công (4) 17' · Nhật Tân (27) 90+5' |     | Nguyễn Văn Bước (25) 85' · Nguyễn Thanh Hiền (22) 89' · Lê Đức Lộc (19) 19' 90+1' | Lượng khán giả: 6,000 Trọng tài: Nguyễn Quốc Hùng |  |

| 25 tháng 1 năm 2015 | Becamex Bình Dương                                                   | 1–2 | Than Quảng Ninh                                                                                            | Sân vận động Gò Đậu                            |  |
| 17:00               | Mai Tiến Thành (7) 90+5' · Lê Phước Tứ (3) 30' · Oloya Moses (8) 40' |     | Nguyễn Quang Hải (13) 46' 51' · Kizito Geofrey (9) 55' · Lê Bật Hiếu (24) 67' · Huỳnh Tuấn Linh (26) 90+1' | Lượng khán giả: 7,000 Trọng tài: Nguyễn Đức Vũ |  |

| 25 tháng 1 năm 2015 | Hải Phòng | 4–2 | XSKT Cần Thơ                                                                                          | Sân vận động Lạch Tray                            |  |
| 17:00               | Trần Đức Dương (23) 28' · Errol Anthony Stevens (10) 38' 58' · Andre Diego Fagan (9) 89' · Vũ Ngọc Thịnh (20) 4' · Trần Đức Dương (23) 73' · Nguyễn Văn Nam (29) 76' |     | Lê Văn Thắng (18) 49' 84' · Luiz H.D Oliveira (10) 8' · Lê Văn Thắng (18) 13' · Phạm Văn Quý (16) 79' | Lượng khán giả: 15,000 Trọng tài: Phùng Đình Dũng |  |

| 25 tháng 1 năm 2015 | Sanna Khánh Hoà BVN                                                                                 | 2–2 | Sông Lam Nghệ An                                                                                           | Sân vận động Nha Trang                             |  |
| 17:00               | Iheruome Uche (77) 55' 57' · Iheruome Uche (77) 78' · Trần Văn Vũ (4) 84' · Trần Trọng Bình (3) 88' |     | Abubakar Mahadi (99) 24' · Nguyễn Quang Tình (17) 49' · Ngô Hoàng Thịnh (7) 37' · Hoàng Văn Khánh (20) 64' | Lượng khán giả: 8,000 Trọng tài: Nguyễn Trung Kiên |  |

| 25 tháng 1 năm 2015 | Hoàng Anh Gia Lai           | 1–0 | SHB Đà Nẵng | Sân vận động Pleiku                              |  |
| 17:00               | Dragicevic Zdravko (12) 58' |     | Võ Huy Toàn (3) 51' · Châu Lê Phước Vĩnh (6) 61' · Trần Hải Lâm (15) 64' · Pejic Anto (44) 69' · Giang Trần Quách Tân (11) 74' | Lượng khán giả: 9,500 Trọng tài: Trần Đình Thịnh |  |

#### Vòng 6
| 1 tháng 2 năm 2015 | XSKT Cần Thơ                                                                                           | 1–3 | Becamex Bình Dương | Sân vận động Cần Thơ                         |  |
| 16:00              | Phạm Văn Quý (16) 90'' · Nguyễn Đức Linh (11) 5'' · Phạm Văn Quý (16) 42'' · Nguyễn Văn Quân (22) 71'' |     | Chelkh Abass Dieng (10) 30'' · Oseni Ganiyu Bolaji (30) 31'' · Lê Công Vinh (28) 87'' · Đặng Văn Robert (6) 55'' · Lê Phước Tứ (3) 70'' · Hoàng Văn Bình (22) 80'' | Lượng khán giả: 3.000 Trọng tài: Võ Minh Trí |  |

| 1 tháng 2 năm 2015 | Sông Lam Nghệ An                                                             | 4–0 | FLC Thanh Hóa | Sân vận động Vinh                             |  |
| 16:30              | Hồ Tuấn Tài (9) 28'' · Ngô Hoàng Thịnh (7) 76'' 79'' · Nguyễn Vinh (13) 24'' |     | Lê Đức Tuấn (23) 7'' (O.g) · Trần Tấn Đạt (4) 24'' · Lê Đức Tuấn (23) 56'' · Huỳnh Văn Thanh (9) 72'' · Nguyễn Văn Phú (20) 90'' | Lượng khán giả: 2.500 Trọng tài: Trần Văn Lập |  |

| 1 tháng 2 năm 2015 | SHB Đà Nẵng | 2–0 | Hải Phòng | Sân vận động Chi Lăng                           |  |
| 16:30              | Gomes C. M. (20) 50'' · Nguyễn Vũ Phong (17) 67'' · Châu Lê Phước Vĩnh (6) 56'' · Hồ Ngọc Thắng (18) 81'' · Lê Văn Hưng (25) 85'' · Trần Văn Học (4) 56'' · Gomes C. M, (20) 90'' |     | Nguyễn Minh Châu (6) 17'' · Vũ Ngọc Thịnh (20) 49'' · Nguyễn Văn Nam (29) 52'' · Vũ Thanh Tùng (12) 81'' · E. Antony Stevens (10) 56'' · Nguyễn Anh Hùng (2) 90'+3' | Lượng khán giả: 9.000 Trọng tài: Hoàng Anh Tuấn |  |

| 1 tháng 2 năm 2015 | Sanna Khánh Hoà BVN                                                                               | 0–0 | Đồng Tâm Long An                                 | Sân vận động Nha Trang                         |  |
| 17:00              | Nguyễn Hoàng Quốc Chí (13) 34'' · Nguyễn Đình Nhơn (16) 35'' · Tales Ricarte Dos Santos (38) 36'' |     | Phạm Hoàng Lâm (3) 54'' · Trần Chí Công (4) 57'' | Lượng khán giả: 5.000 Trọng tài: Nguyễn Đức Vũ |  |

| 31 tháng 1 năm 2015 | Đồng Tháp | 3–0 | QNK Quảng Nam                                                    | Sân vận động Cao Lãnh                              |  |
| 16:00               | Samson Kpenosen (23) 50'' 90'' · Nguyễn Thanh Hiền (22) 90'+5' · Nguyễn Thanh Hiền (22) 63'' · Nguyễn Đình Thế (12) 83'' |     | Nguyễn Ngọc Nguyên (39) 32'' 45'' · Hoàng Vissai (5) 71'' 90'+5' | Lượng khán giả: 10.000 Trọng tài: Nguyễn Ngọc Châu |  |

| 31 tháng 1 năm 2015 | Hoàng Anh Gia Lai                               | 1–2 | Than Quảng Ninh | Sân vận động Pleiku                             |  |
| 17:00               | Vũ Văn Thanh (17) 74'' · Lê Đức Lương (61) 56'' |     | Mạc Hồng Quân (17) 32'' · Vũ Minh Tuấn (6) 90'+1' · Nguyễn Huy Cường (8) 16'' · Lê Bật Hiếu (24) 46'' · Mạc Hồng Quân (17) 52'' · Nguyễn Minh Tùng (5) 76'' | Lượng khán giả: 11.000 Trọng tài: Võ Quang Vinh |  |

| 31 tháng 1 năm 2015 | Hà Nội T&T                                                                         | 2–0 | Đồng Nai                                                                            | Sân vận động Hàng Đẫy                             |  |
| 17:00               | Nguyễn Văn Quyết (10) 63'' 65'' · Đỗ Duy Mạnh (28) 60' Hoàng Vũ O.Samson (39) 52'' |     | Trương Huỳnh Phú (33) 45'' · Nguyễn Ngọc Anh (10) 67'' · Nguyễn Hồng Việt (11) 83'' | Lượng khán giả: 3.000 Trọng tài: Trần Xuân Nguyện |  |

#### Vòng 7
| 6 tháng 2 năm 2015 | Sông Lam Nghệ An | 2–0 | Hà Nội T&T | Sân vận động Vinh |
| 16:30              |                  |     |            |                   |

| Đồng Tháp | 0–1 | Sanna Khánh Hoà BVN |
| --------- | --- | ------------------- |
|           |     |                     |

| XSKT Cần Thơ | 3–1 | Hoàng Anh Gia Lai |
| ------------ | --- | ----------------- |
|              |     |                   |

| Đồng Nai | 1–1 | Hải Phòng |
| -------- | --- | --------- |
|          |     |           |

| Than Quảng Ninh | 0–1 | FLC Thanh Hóa |
| --------------- | --- | ------------- |
|                 |     |               |

| Đồng Tâm Long An | 3–1 | Becamex Bình Dương |
| ---------------- | --- | ------------------ |
|                  |     |                    |

| SHB Đà Nẵng | 1–1 | QNK Quảng Nam |
| ----------- | --- | ------------- |
|             |     |               |

#### Vòng 8
| 14 tháng 2 năm 2015 | QNK Quảng Nam | 0–1 | Sông Lam Nghệ An | Sân vận động Tam Kỳ |
| 16:30               |               |     |                  |                     |

| Đồng Tâm Long An | 0–0 | SHB Đà Nẵng |
| ---------------- | --- | ----------- |
|                  |     |             |

| Hải Phòng | 0–0 | Than Quảng Ninh |
| --------- | --- | --------------- |
|           |     |                 |

| FLC Thanh Hóa | 3–2 | Đồng Nai |
| ------------- | --- | -------- |
|               |     |          |

| Sanna Khánh Hoà BVN | 4–0 | XSKT Cần Thơ |
| ------------------- | --- | ------------ |
|                     |     |              |

| Hoàng Anh Gia Lai | 2–2 | Đồng Tháp |
| ----------------- | --- | --------- |
|                   |     |           |

| Becamex Bình Dương | 1–0 | Hà Nội T&T |
| ------------------ | --- | ---------- |
|                    |     |            |

#### Vòng 9
| 12 tháng 4 năm 2015 | Đồng Tháp | 1–3 | FLC Thanh Hóa | Sân vận động Cao Lãnh |
| 16:00               |           |     |               |                       |

| XSKT Cần Thơ | 0–1 | Đồng Tâm Long An |
| ------------ | --- | ---------------- |
|              |     |                  |

| Đồng Nai | 1–2 | Becamex Bình Dương |
| -------- | --- | ------------------ |
|          |     |                    |

| Than Quảng Ninh | 1–1 | QNK Quảng Nam |
| --------------- | --- | ------------- |
|                 |     |               |

| Hà Nội T&T | 1–1 | Hải Phòng |
| ---------- | --- | --------- |
|            |     |           |

| Sông Lam Nghệ An | 2–0 | Hoàng Anh Gia Lai |
| ---------------- | --- | ----------------- |
|                  |     |                   |

| SHB Đà Nẵng | 1–1 | Sanna Khánh Hoà BVN |
| ----------- | --- | ------------------- |
|             |     |                     |

#### Vòng 10
| 17 tháng 4 năm 2015 | FLC Thanh Hóa | 1–1 | Becamex Bình Dương | Sân vận động Thanh Hóa                            |  |
| 17:00               |               |     |                    | Lượng khán giả: 11,000 Trọng tài: Phùng Đình Dũng |  |

| Sanna Khánh Hoà BVN | 1–0 | Hà Nội T&T |
| ------------------- | --- | ---------- |
|                     |     |            |

| Đồng Tháp | 1–3 | Sông Lam Nghệ An |
| --------- | --- | ---------------- |
|           |     |                  |

| XSKT Cần Thơ | 0–5 | SHB Đà Nẵng |
| ------------ | --- | ----------- |
|              |     |             |

| Đồng Tâm Long An | 0–1 | Than Quảng Ninh |
| ---------------- | --- | --------------- |
|                  |     |                 |

| Hải Phòng | 1–0 | QNK Quảng Nam |
| --------- | --- | ------------- |
|           |     |               |

| Hoàng Anh Gia Lai | 2–2 | Đồng Nai |
| ----------------- | --- | -------- |
|                   |     |          |

#### Vòng 11
| 25 tháng 4 năm 2015 | Sông Lam Nghệ An | 2–2 | XSKT Cần Thơ | Sân vận động Vinh |
| 17:00               |                  |     |              |                   |

| SHB Đà Nẵng | 3–1 | Đồng Tháp |
| ----------- | --- | --------- |
|             |     |           |

| Than Quảng Ninh | 3–3 | Sanna Khánh Hoà BVN |
| --------------- | --- | ------------------- |
|                 |     |                     |

| Đồng Nai | 0–0 | Đồng Tâm Long An |
| -------- | --- | ---------------- |
|          |     |                  |

| Hà Nội T&T | 4–3 | Hoàng Anh Gia Lai |
| ---------- | --- | ----------------- |
|            |     |                   |

| QNK Quảng Nam | 0–0 | FLC Thanh Hóa |
| ------------- | --- | ------------- |
|               |     |               |

| Becamex Bình Dương | 3–1 | Hải Phòng |
| ------------------ | --- | --------- |
|                    |     |           |

#### Vòng 12
| 1 tháng 5 năm 2015 | Đồng Tháp | v | Hà Nội T&T | Sân vận động Cao Lãnh |
| 16:00              |           |   |            |                       |

| Sanna Khánh Hoà BVN | v | Becamex Bình Dương |
| ------------------- | - | ------------------ |
|                     |   |                    |

| SHB Đà Nẵng | v | Than Quảng Ninh |
| ----------- | - | --------------- |
|             |   |                 |

| Đồng Tâm Long An | v | Hải Phòng |
| ---------------- | - | --------- |
|                  |   |           |

| Sông Lam Nghệ An | v | Đồng Nai |
| ---------------- | - | -------- |
|                  |   |          |

| Hoàng Anh Gia Lai | v | QNK Quảng Nam |
| ----------------- | - | ------------- |
|                   |   |               |

| XSKT Cần Thơ | v | FLC Thanh Hóa |
| ------------ | - | ------------- |
|              |   |               |

#### Vòng 13
| 28 tháng 6 năm 2015 | Becamex Bình Dương | v | Hoàng Anh Gia Lai | Sân vận động Gò Đậu |
| 17:00               |                    |   |                   |                     |

| QNK Quảng Nam | v | Sanna Khánh Hoà BVN |
| ------------- | - | ------------------- |
|               |   |                     |

| Đồng Nai | v | SHB Đà Nẵng |
| -------- | - | ----------- |
|          |   |             |

| Than Quảng Ninh | v | Sông Lam Nghệ An |
| --------------- | - | ---------------- |
|                 |   |                  |

| Hà Nội T&T | v | XSKT Cần Thơ |
| ---------- | - | ------------ |
|            |   |              |

| Hải Phòng | v | Đồng Tháp |
| --------- | - | --------- |
|           |   |           |

| FLC Thanh Hóa | v | Đồng Tâm Long An |
| ------------- | - | ---------------- |
|               |   |                  |